# Bier in Albanië

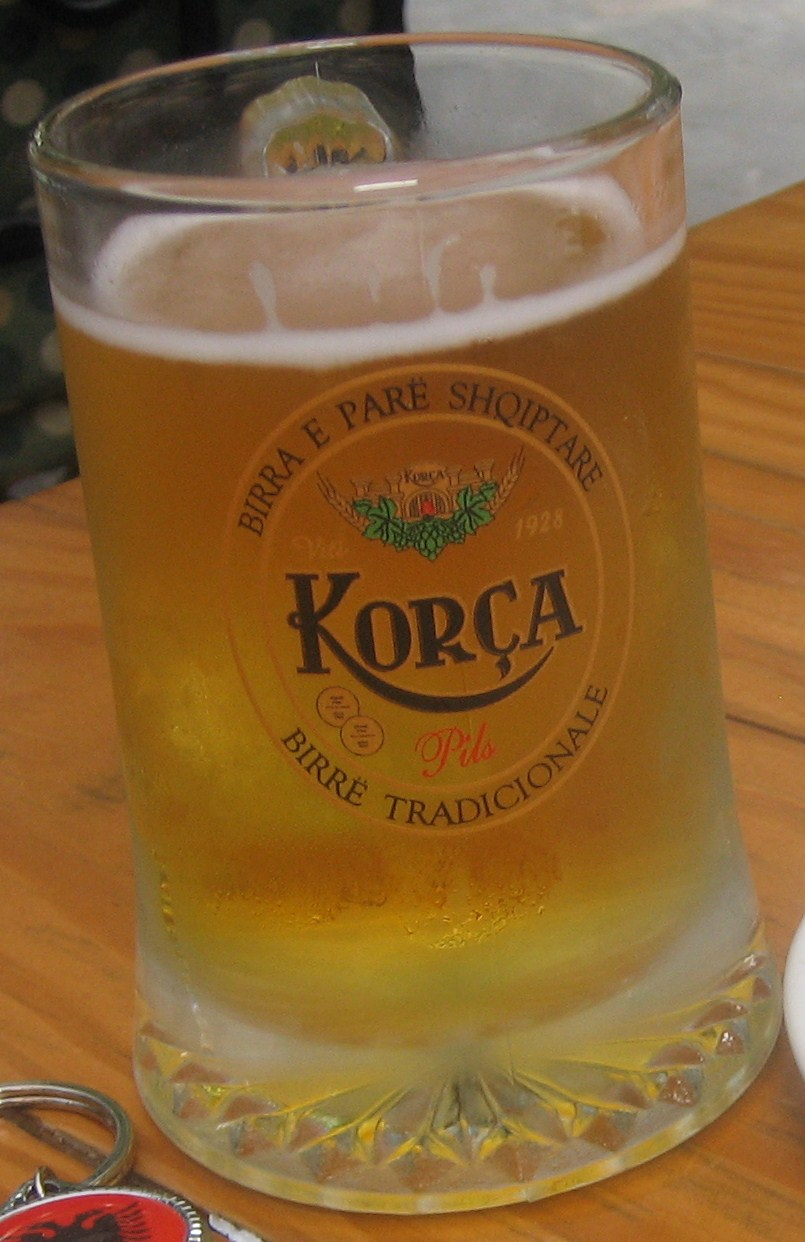
Een halveliterglas Birra Korça op restaurant in Tirana

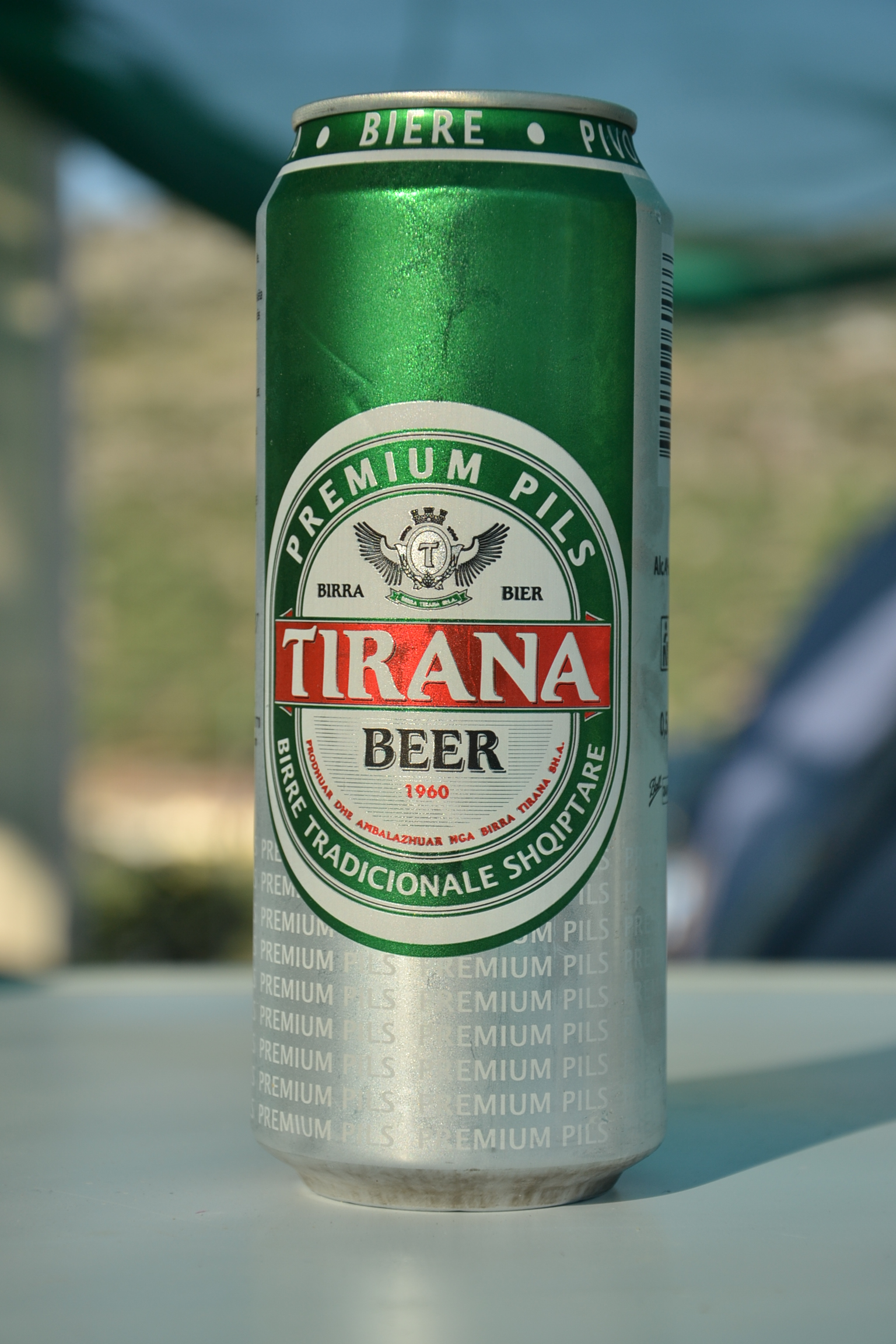
Birra Tirana

Naast wijn en raki is bier in Albanië een courante en populaire alcoholische drank. Het land kent een aantal eigen biermerken en brouwerijen. 
De bekendste Albanese bieren zijn Birra Tirana, dat gebrouwen wordt door brouwerij Birra Malto in de hoofdstad Tirana, en Birra Korça van de gelijknamige brouwerij in het zuidoostelijke Korçë. Birra Tirana is tegenwoordig het populairste bier van het land, en verschijnt naast als lager ook als een iets donkerder, "rood" bier, Birra Tirana Kuqalashe. Birra Korça werd in 1928 opgericht en is Albaniës oudste brouwerij. Benevens pils en ale produceert ze Korça Pils e Zezë, het enige zwarte bier van Zuidoost-Europa.
Andere grotere bieren in Albanië zijn Birra Kaon en Stela uit Tirana en Birra Norga uit de havenstad Vlorë. De verschillende Stelabieren worden gebrouwen door Stefani & Co, dat ook het kleinere pilsmerk Çek Pilsener op de markt brengt. Kleinere merken zijn onder meer Birra Lissus uit het dorpje Ishull i Lezhës bij Lezhë in het noordwesten en Birra Puka uit Pukë in het bergachtige noorden van Albanië.

## Opgeheven brouwerijen
- Birra Rozafa was een lager uit de Rozafabrouwerij in de noordelijke stad Shkodër.
- Het blonde lagerbier Hotel Martini Donauer werd gebrouwen in het Hotel Martini in Vlorë.